# Luis de Meyer
Luis de Meyer (* 1903; † unbekannt) war ein argentinischer Radrennfahrer und nationaler Meister im Radsport.

## Sportliche Laufbahn
Luis de Meyer bestritt Straßenradsport und Bahnradsport. Er war Teilnehmer der Olympischen Sommerspiele 1924 in Paris. Im olympischen Einzelzeitfahren kam er beim Sieg von Armand Blanchonnet als 31. ins Ziel. Die argentinische Mannschaft kam mit de Meyer, Cosme Saavedra, José Zampicchiatti und Julio Emilio Polet in der Mannschaftswertung auf den 9. Rang. Er startete auch bei den olympischen Wettbewerben im Bahnradsport. Im Punktefahren schied er beim Sieg von Ko Willems aus. Bei den Olympischen Sommerspielen 1928 in Amsterdam gehörte er erneut zur Mannschaft Argentiniens. Im olympischen Straßenrennen wurde er beim Sieg von Henry Hansen als 41. klassiert. Die argentinische Mannschaft kam mit de Meyer, Cosme Saavedra, Francisco Bonvehi und José López in der Mannschaftswertung auf den 8. Rang. 1927 gewann er die nationale Meisterschaft im Straßenrennen, zweimal wurde er Vize-Meister.